# Jeff Lorber
Jeff Lorber, (Cheltenham Township, 1952. november 4. –) Grammy-díjas billenyűs, zeneszerző.

## Pályafutása
Lorber négyéves korától tanult zongorázni. Iskolai évei alatt soult és rhythm and bluest játszott. Bostonban kémiát, majd 1970/71-ben a Berklee College of Music-on tanult, ahol Margaret Chaloff, Dave Amram és Ran Blake voltak tanárai. Kémiai tanulmányait Oregonban folytatta. 1973-tól a Clark College dzsesszoktatójaként dolgozott. Danny Wilson basszusgitárossal és Dennis Bradford dobossal megalapította saját együttesét, amellyel 1977-ben kiadta debütáló albumát.
A következő években olyan vendégszólistákkal dolgozott, mint Joe Farrell, Chick Corea és Freddie Hubbard.
1983-ban Los Angelesbe költözött, ahol stúdiózenészként, producerként és tehetségkutatóként dolgozott Herb Alpert, The Pointer Sisters és Kenny G. Közreműködött Eric Marienthal, Gary Meek, a U2, Art Porter, The Manhattan Transfer, Duran Duran, Bruce Hornsby és Curtis Mayfield lemezfelvételein.
Saját albumokat is kiadott, amelyeket többször jelöltek Grammy-díjra. 2018-ban Grammy-díjat nyert a „Legjobb kortárs instrumentális album” kategóriában „Jeff Lorber Fusion Prototype” című albuma.
2004-ben Lorbernél vesebetegséget diagnosztizáltak, és sikeres veseátültetést kapott feleségétől, Mink Lorbertől. A PKD Alapítvány szóvivője, amely a policisztás vesebetegség elleni küzdelem szervezete. Említette, hogy a betegség gyakori a családjában. A lányainál is megvan, édesanyja és nővére pedig belehalt.

## Albumok

### Szólista
- It's a Fact (1982)
- In the Heat of the Night (1984)
- Step by Step (1984)
- Private Passion (1990)
- Worth Waiting For (1991)
- West Side Stories (1994)
- State of Grace (1994)
- Midnight (1998)
- Kickin' It (2001)
- Philly Style (2003)
- Flipside (2005)
- He Had a Hat (2007)
- Heard that (2008)

### Fúziós dzsessz
- It's a Fact (1982)
- In the Heat of the Night (1984)
- Step by Step (1984)
- Private Passion (1990)
- Worth Waiting For (1991)
- West Side Stories (1994)
- State of Grace (1994)
- Midnight (1998)
- Kickin' It (2001)
- Philly Style (2003)
- Flipside (2005)
- He Had a Hat (2007)
- Heard that (2008)

## Díjak
- 2018: Grammy-díj; és hat jelölés

## Fordítás
Ez a szócikk részben vagy egészben  a   Jeff Lorber című német Wikipédia-szócikk ezen változatának fordításán alapul.  Az eredeti cikk szerkesztőit annak laptörténete sorolja fel. Ez a jelzés csupán a megfogalmazás eredetét és a szerzői jogokat jelzi, nem szolgál a cikkben szereplő információk forrásmegjelöléseként.